# Louis Niedermeyer
Abraham Louis Niedermeyer, francoski skladatelj švicarskega rodu, * 27. april 1802, Nyon, Švica, † 14. marec 1861, Pariz, Francija.

## Življenje
Glasbo je študiral na Dunaju, v Rimu in Neaplju (pri mojstru Zingarelliju). Poznanstvo z Rossinijem mu je odprlo vrata v operno gledališče, leta 1823 pa se je naselil v Parizu. 

## Delo
Pisal je cerkveno glasbo, v njegovem opusu pa imajo pomembno mesto tudi opere.

### Opere (izbor)
- Stradella (1837)
- Maria Stuart (1844)
- La Fronde (1853)